# Affaire des bijoux saoudiens

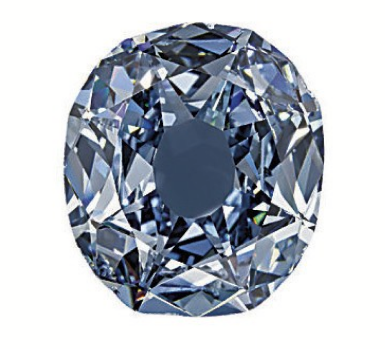
Illustration d'un diamant bleu-gris

L'affaire des bijoux saoudiens, appelé aussi Affaire du diamant bleu, est un ensemble d’événements amorcés par le vol en 1989 d’un important lot de bijoux incluant un diamant bleu appartenant à la famille royale saoudienne par un employé de maison thaïlandais. Cette affaire a envenimé les relations diplomatiques entre les deux pays pendant trois décennies et ce n'est qu'en janvier 2022 que l'Arabie Saoudite et la Thaïlande ont annoncé le rétablissement de leurs relations diplomatiques au nom des échanges économiques.

## Le vol et ses suites

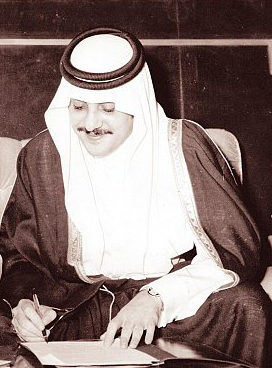
Le prince saoudien Faisal bin Fahd en 1978.

En juin 1989, Kriangkrai Techamong, un employé thaïlandais vole un lot de bijoux dans le palais du prince Faisal bin Fahd (en) où il travaille comme jardinier. Kriangkrai réussit à s’immiscer dans la chambre à coucher de la princesse et à faire main basse sur 90 kg de bijoux (200 livres), incluant un rare diamant bleu. Il cache le butin d’une valeur de quelque 20 millions de dollars dans un sac d’aspirateur dans le palais puis expédie le tout chez lui dans la province de Lampang dans le nord de la Thaïlande.  
Rentré chez lui peu après, il enterre les bijoux sur sa propriété et commence à vendre des pièces à des prix dérisoires. Un bijoutier de Chiangmai, Santi Sithanakan, flaire la bonne affaire et acquiert la plus grande partie du butin. 
Les autorités saoudiennes alertent la Police royale thaïlandaise qui lance une enquête menée par le lieutenant-général Chalor Kerdthes. Celle-ci conduit à l’arrestation de Kriangkrai en janvier 1990 et, en suivant la piste du bijoutier Santi, à la découverte de la plus grande partie des bijoux volés. Kriangkai sera condamné à cinq ans de prison, mais il sera relâché 31 mois plus tard après avoir confessé son crime.
Le 1er février 1990, trois diplomates saoudiens sont assassinés à Bangkok et ce même mois disparaît Mohammad al-Ruwaili, un homme d’affaires saoudien proche de la famille royale envoyé pour enquêter sur le cas. Il est aussi probablement assassiné. Ces meurtres et cette disparition ne sont toujours pas élucidés en 2006.
Soupçonnant la police thaïlandaise d’implication dans les meurtres, l’Arabie saoudite réduit ses relations diplomatiques avec la Thaïlande et envoie un chargé d’affaires, Mohammed Said Khoja, pour enquêter sur l’ensemble de l’affaire. Ses conclusions sont que les diplomates ont découvert des choses sur le vol et qu’ils ont été éliminés par les autorités thaïlandaises. 
En mars 1990, le lieutenant-général Chalor annonce que l’ensemble des bijoux a été retrouvé et, avec une équipe de la police, il se rend en Arabie saoudite pour les rapporter. Ils organisent une cérémonie publique destinée à montrer aux autorités saoudiennes l’efficacité de la police thaïlandaise et à renforcer les liens entre les deux pays. Les Saoudiens découvrent cependant très vite que la plus grande partie des bijoux sont des faux et que le diamant bleu n’y est pas. 
L’enquête est rouverte par la police thaïlandaise en juin 1991 et certains bijoux sont retrouvés et retournés à leur propriétaire. Quatre civils dont Santi sont accusés, mais les Saoudiens ne sont pas impressionnés. 
L’affaire traine et les autorités saoudiennes maintiennent la pression. En 1994, le bijoutier Santi est kidnappé et torturé sous les ordres de Chalor.  Peu après, les corps de son épouse et de son fils de quatorze ans sont découverts dans leur Mercedes accidentée sur une autoroute au nord de Bangkok.  La police conclut vite à un accident, mais des autopsies indépendantes montrent que les décès résultent clairement de coups à la tête. Santi est mis sous garde militaire puis accusé de recel. Il est condamné à trois ans de prison. Deux juges seront congédiés en 2001 pour avoir tenté de rançonner le bijoutier en échange d'un verdict de non-culpabilité. 
L'opinion du chargé d'affaires saoudien à l'effet que les bijoux aient été détournés par la hiérarchie policière et distribués à d'importants politiciens semble s'avérer lorsque les bijoux réapparaissent lors de banquets. Sous le Premier ministre Chuan Leekpai, beaucoup des bijoux sont retrouvés alors que la police, disposant de vidéos, incite les personnes en faute à les restituer anonymement sous menaces de poursuites. Vers la même époque, par suite des morts violentes qui leur sont associées, la rumeur court à l'effet que les bijoux sont maudits et plusieurs personnes s'en débarrassent en les déposant dans les lieux publics pour la police.  
En 1995, le lieutenant-général Chalor lui-même est accusé d’avoir ordonné le meurtre de l’épouse et du fils du bijoutier Santi et il est condamné à mort. La Cour suprême maintient la condamnation le 16 octobre 2009. Six autres officiers sont aussi trouvés coupables de complicité dans ces meurtres. La sentence de Chalor sera par la suite réduite à cinquante ans de prison par le roi Bhumibol Adulyadej à l’occasion de son 84e anniversaire en 2011. Il sera libéré en octobre 2013 après 19 ans en prison.
En 2000, l’enquête est rouverte puis reprise en 2004 par le Service thaïlandais des enquêtes spéciales. Des conclusions préliminaires lient la mort des diplomates saoudiens à des conflits commerciaux sans rapport avec le vol des bijoux. Il est plus tard estimé que les meurtres seraient le fait du Hezbollah ou du régime iranien. En janvier 2010, le procureur général met en accusation le lieutenant-général Somkid Boonthanom, chef de police de la Région 5, pour le meurtre de Ruwaili.  La promotion de cet homme en septembre 2010 au poste d’assistant au chef national de la police offusque les autorités saoudiennes.  Somkid refuse la promotion pour faire bonne figure, mais il est tout de même promu peu après à un poste de haut niveau. Somkid serait protégé par son frère, Somjate Boonthanom, un important général de l'armée et l'un des responsables du coup d'État de 2006. Le premier ministre Abhisit Vejjajiva déclare alors qu’il bénéficie de la loi d’amnistie de 2007 qui absout tous les crimes d’avant 2007.
En mars 2014, une cour criminelle thaïlandaise juge insuffisantes les preuves contre les cinq policiers accusés du meurtre de al-Ruwaili, dont Somkid. Le juge qui avait entendu l'affaire pendant trois ans a cependant été changé deux semaines avant le verdict, relançant les rumeurs de possibles implications politiques et de corruption de la magistrature. La famille royale saoudienne fait alors directement appel au roi de la Thaïlande.

## Les répercussions diplomatiques
En réaction à ce vol et aux complications qui se sont ensuivies, l’Arabie Saoudite a cessé d’émettre des visas de travail aux Thaïlandais en 1990 et a interdit à ses citoyens de visiter le pays, causant des pertes pour l'industrie touristique thaïlandaise. Les missions diplomatiques ont été réduites à des missions commerciales. Le nombre de travailleurs thaïlandais en Arabie Saoudite est passé de quelque 200 000 en 1989 à seulement 10 000 en 2010. Les pertes de rentrées de salaires depuis 1990 se chiffrent donc en milliards de dollars sous ce seul rapport.
Les vols directs de Thai Airways International vers l’Arabie saoudite restent interdits et les exportations de riz de la Thaïlande vers ce pays ont beaucoup souffert.
L'Arabie saoudite s'est retirée à la dernière minute des Jeux asiatiques de 1998 tenus à Bangkok, ce qui a entraîné une réouverture immédiate de l'enquête par les autorités thaïlandaises afin de faire reconsidérer cette décision prise soi-disant pour des raisons religieuses. Lors du 60e anniversaire du couronnement du roi de Thaïlande en juin 2006, l'Arabie Saoudite est une des rares monarchies non représentées.
En janvier 2022, la visite du premier ministre thaïlandais en Arabie saoudite marque l'amélioration des relations entre les deux pays.

Drapeau de la Thaïlande
Drapeau de l'Arabie saoudite